# Senaat (staat)
In 49 van de 50 staten van de Verenigde Staten (alle staten behalve Nebraska) bestaat voor de volksvertegenwoordiging een tweekamerstelsel. De hogere wordt senaat genoemd.
Iedere staat heeft eigen regels omtrent de verkiezing van leden voor de senaat. Doorgaans hebben senatoren een langere zittingstermijn dan leden van het Huis van Afgevaardigden van de staat.